# Bachir Yahyaoui
Bachir Yahyaoui – tunezyjski zapaśnik walczący przeważnie w stylu klasycznym. Brązowy medalista mistrzostw Afryki w 2007; czwarty w 2005. Siódmy w Pucharze Świata w 2005 roku.